# Halopteris simplex
Halopteris simplex is een hydroïdpoliep uit de familie Halopterididae. De poliep komt uit het geslacht Halopteris. Halopteris simplex werd in 1914 voor het eerst wetenschappelijk beschreven door Warren. 